# Lew Nessow
Lew Aleksandrowicz Nessow (ros. Лев Александрович Несов; ur. 1947 w Tallinnie, zm. 1995) – rosyjski paleontolog.

## Życiorys
Absolwent paleontologii Uniwersytetu Leningradzkiego z 1969. Głównym tematem badawczym Nessowa były mezozoiczne kręgowce radzieckiej części Azji Środkowej.
Autor dwóch monografii naukowych i około 170 artykułów naukowych. Ustanowił przeszło 350 taksonów wymarłych organizmów.
Jego nazwiskiem nazwano taksony: Samrukia nessovi (pterozaur), Gurilynia nessovi i Explorornis nessovi (ptaki kredowe), Levnesovia (hadrozaur), Nessovbaatar (multituberkulaty), Deltatheridium nessovi (ssak kredowy), Karakhtia nessovi (wendobiont), Puppigerus nessovi (żółw morski z eocenu).